# José Ulises Macías Salcedo
José Ulises Macías Salcedo (* 29. Oktober 1940 in León, Mexiko) ist ein mexikanischer Geistlicher und emeritierter römisch-katholischer Erzbischof von Hermosillo.

## Leben
José Ulises Macías Salcedo studierte Katholische Theologie und Philosophie an der Päpstlichen Universität Gregoriana in Rom. Er empfing am 10. April 1966 das Sakrament der Priesterweihe für das Bistum León. José Ulises Macías Salcedo erwarb ein Lizenziat im Fach Philosophie.
Am 14. Juni 1984 ernannte ihn Papst Johannes Paul II. zum Bischof von Mexicali. Der Apostolische Nuntius in Mexiko, Erzbischof Girolamo Prigione, spendete ihm am 29. Juli desselben Jahres die Bischofsweihe; Mitkonsekratoren waren sein Amtsvorgänger, der Bischof von Tlalnepantla, Manuel Pérez-Gil y González, und der Bischof von León, Anselmo Zarza Bernal.
Am 20. August 1996 ernannte ihn Johannes Paul II. zum Erzbischof von Hermosillo. Die Amtseinführung erfolgte am 29. Oktober desselben Jahres.
Am 26. Februar 2016 nahm Papst Franziskus seinen altersbedingten Rücktritt an.